# Smith Center (Kansas)
Smith Center es una ciudad ubicada en el condado de Smith en el estado estadounidense de Kansas. En el año 2010 tenía una población de 1665 habitantes y una densidad poblacional de 555 personas por km².

## Geografía
Smith Center se encuentra ubicada en las coordenadas 39°46′43″N 98°47′7″O / 39.77861, -98.78528 (39.778550, -98.785141).

## Demografía
Según la Oficina del Censo en 2000 los ingresos medios por hogar en la localidad eran de $26,857 y los ingresos medios por familia eran $36,316. Los hombres tenían unos ingresos medios de $25,833 frente a los $20,667 para las mujeres. La renta per cápita para la localidad era de $15,500. Alrededor del 10.7% de la población estaban por debajo del umbral de pobreza.